# Disorder
Disorder é o álbum de estreia da banda japonesa de rock the GazettE, lançado em 13 de outubro de 2004 incluindo o single "Zakurogata no Yūutsu" (ザクロ型の憂鬱). A primeira impressão, chamada Premium Gazerock, foi limitada. A edição regular foi à venda assim que a limitada se esgotou. Foi relançado em 3 de maio de 2006 e em 1 de janeiro de 2010.

## Estilo musical
O portal Jame World comentou que Disorder é "uma mistura de gêneros, sons e estilos reunidos", fazendo jus ao nome (desordem). Também disse que o álbum é "terrivelmente barulhento, agressivo e às vezes pode parecer quase psicótico." Sputnikmusic mencionou os gêneros punk rock, nu metal, hip-hop e jazz rock em sua crítica ao álbum. A narrativa de "Shichigatsu Youka" é uma sequência a do single de estreia "Wakaremichi".

## Desempenho comercial
Alcançou a 19ª posição na Oricon Albums Chart semanal e permaneceu na parada por nove semanas. Na parada diária, chegou a oitava posição. Allmusic e JaME World afirmaram que essa é uma posição relativamente alta para o álbum de estreia de uma banda independente. Vendeu 14,883 cópias enquanto esteve na parada. "Zakurogata no Yūutsu" alcançou a 23ª posição na Oricon Singles Chart.

## Faixas
Todas as letras escritas por Ruki, todas as músicas compostas por The Gazette.
| N.º            | Título                                         | Duração |  |
| 1.             | "Intro"                                        | 0:48    |  |
| 2.             | "THE $OCIAL RIOT MACHINE$"                     | 3:36    |  |
| 3.             | "Carry?"                                       | 4:29    |  |
| 4.             | "Zakurogata no Yūutsu" (ザクロ型の憂鬱)        | 3:56    |  |
| 5.             | "Maximum Impulse" (生暖かい雨とざらついた情熱) | 5:39    |  |
| 6.             | "Hanakotoba" (花言葉)                          | 4:46    |  |
| 7.             | "Tokyo Shinjū" (東京心中)                      | 5:48    |  |
| 8.             | "SxDxR"                                        | 3:22    |  |
| 9.             | "Anti pop"                                     | 3:14    |  |
| 10.            | "Shichigatsu Youka" (7月8日)                   | 4:38    |  |
| 11.            | "Saraba" (さらば)                              | 6:15    |  |
| 12.            | "Disorder Heaven"                              | 1:21    |  |
| Duração total: | Duração total:                                 | 47:52   |  |

## Ficha técnica
- Ruki – vocais
- Uruha – guitarra solo
- Aoi – guitarra rítmica
- Reita – baixo
- Kai – bateria